# شارکادکرستور
شارکادکرستور (به مجاری:  Sarkadkeresztúr) یک منطقهٔ مسکونی در مجارستان است که در ناحیه شارکاد واقع شده‌است. شارکادکرستور ۳۵٫۳۳ کیلومتر مربع مساحت و ۱٬۵۰۹ نفر جمعیت دارد.